# Rishon LeZion

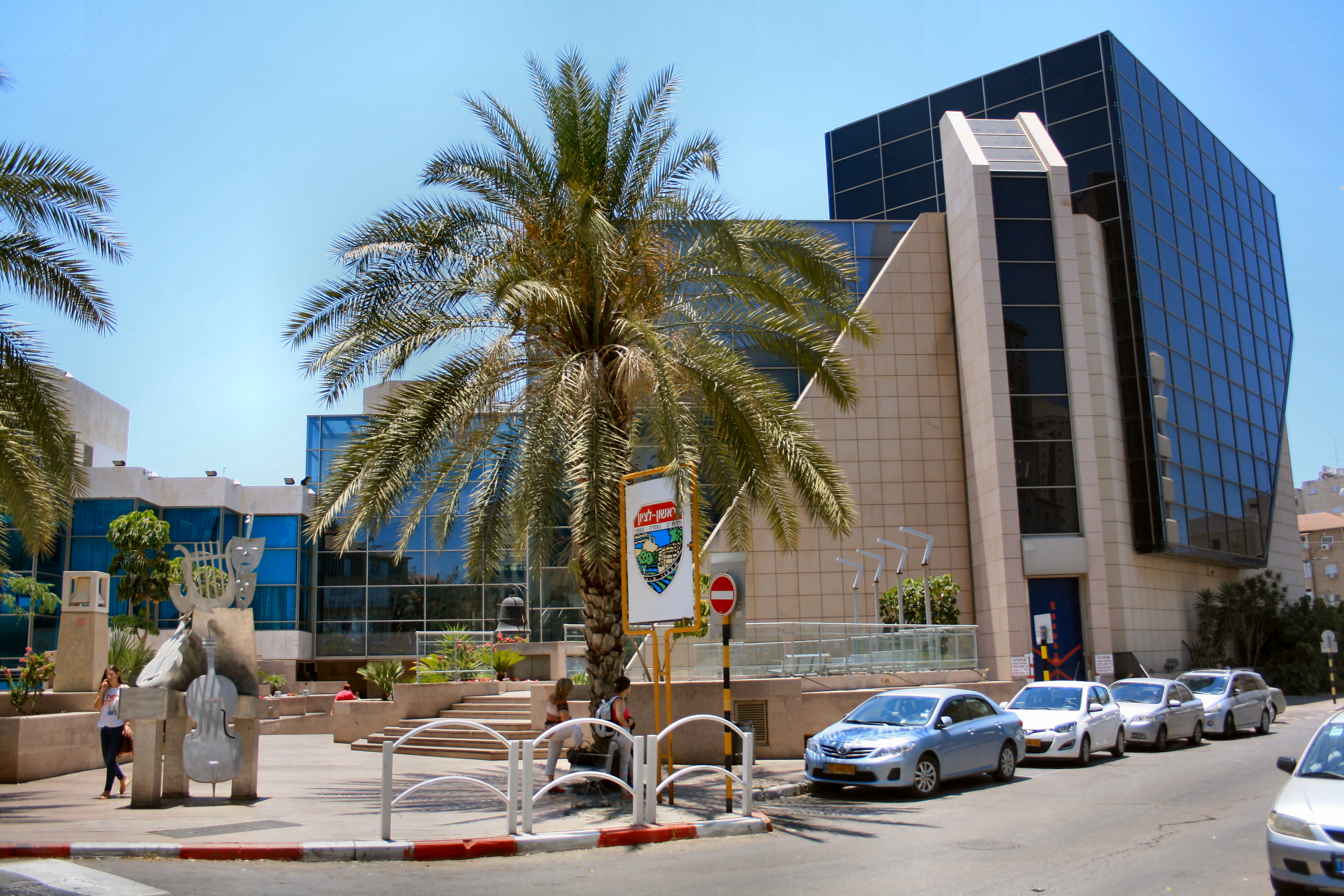
Centrala Rishon LeZion

Rishon LeZion (hebreiska: ראשון לציון), ibland bara Rishon, är en stad i Israel vid dess centrala västkust, i Centrala distriktet, precis syd om Tel Aviv. Det är en del av Tel Avivs storstadsområde Gush Dan. Staden är Israels fjärde största och har en befolkning på 221 500 invånare (2006). Dess nuvarande borgmästare är Raz Kinstlich.